# Janiszki (okręg uciański)
Janiszki (lit. Joniškis) – miasteczko na Litwie, w okręgu uciańskim, w rejonie malackim, siedziba gminy Janiszki, 27 km na południowy wschód od Malat, 325 mieszkańców (2001). 
W Janiszkach znajduje się zabytkowy kościół z XVIII wieku, szkoła podstawowa i poczta.